# يوكي فوشيمي
يوكي فوشيمي (伏見 有希)، هي لاعبة كرة قدم كانت تلعب كمدافع. ولعبت مع منتخب اليابان لكرة القدم للسيدات.